# 达尔洛普拉
达尔洛普拉（Dallo Pura），是印度德里East县的一个城镇。总人口132628（2001年）。

## 人口
该地2001年总人口132628人，其中男性71349人，女性61279人；0—6岁人口20320人，其中男10482人，女9838人；识字率64.92%，其中男性为72.74%，女性为55.82%。